# Општина Помарла (Ботошани)
Помарла (рум. Pomârla) општина је у Румунији у округу Ботошани.
Oпштина се налази на надморској висини од 193 m.